# Lamazère
 Lamazère  (en occitano La Masera) es una población y comuna francesa, ubicada en la región de Mediodía-Pirineos, departamento de Gers, en el distrito y cantón de Mirande.
Su población en el censo de 1999 era de 130 habitantes.
Está integrada en la Communauté de communes Cœur d'Astarac en Gascogne .

## Demografía
| 131 | 135 | 108 | 109 | 113 | 130 |
| Para los censos de 1962 a 1999 la población legal corresponde a la población sin duplicidades (Fuente: INSEE [Consultar]) |     |     |     |     |     |